# Sveriges Allmänna Handelsförening
Sveriges Allmänna Handelsförening, förening som bildades 1883 och hade till uppgift att befordra handelsverksamheten inom Sverige genom vidtagande av för densamma nyttiga och behövliga åtgärder. Inträde stod öppet för varje välfrejdad svensk köpman eller industriidkare. Från 1895 utgav föreningen en egen månadsskrift ("Sveriges allmänna handelsförenings månadsskrift"). Sveriges allmänna handelsförening räknade omkring år 1909 ca 3.000 medlemmar och hade ombud i ett 80-tal städer och andra affärscentra.
På ett handelsmöte i Köpenhamn 1903 lämnades från norskt håll ett förslag till bildande av ett
"skandinaviskt handelsförbund". Följande år samlades också representanter för Sveriges allm. handelsförening, Den danske handelsstands fællesrepræsentation och Den norske handelsstands fællesforening till ett förberedande möte i Kristiania, där utkast till stadgar för det projekterade skandinaviska förbundet antogs. Ett konstituerande möte skulle äga rum i Stockholm 1905, men kom icke till stånd på grund av de politiska förhållandena.

## Styrelsen
Styrelsen hade sitt säte i Stockholm och utsåg inom sig ett förvaltningsutskott, som under tiden mellan styrelsens sammanträden (vilka ägde rum minst 1 gång/år) skötte föreningens angelägenheter. Lokala handelsföreningar och ortsföreningar av affärsmän kunde inom den allmänna föreningen utöva motions- och representationsrätt genom utsedda ombud, ett för varje påbörjat 20-tal egna medlemmar. Föreningen sammanträdde till allmänt ordinarie möte i Stockholm i augusti varje år. Viktor Ramstedt var för en tid ordförande i styrelsen och dess förvaltningsutskott.